# Hybolasius modestior
Hybolasius modestior là một loài bọ cánh cứng trong họ Cerambycidae.